# 川部・高森古墳群
川部・高森古墳群（かわべ・たかもりこふんぐん）は、大分県宇佐市大字高森字京塚にある古墳群。1980年（昭和55年）3月24日に国の史跡に指定されている。この古墳群を含む一帯は、史跡公園宇佐風土記の丘として整備されている。

## 概要
川部・高森古墳群は、宇佐市を南から北に流れる駅館川右岸の台地に位置し、6基の前方後円墳を中心として、周辺に約120基の円墳や周溝墓が集積した古墳群である。大分県内では最大の古墳群であり、九州全体でも約320基の古墳からなる宮崎県の西都原古墳群に次ぐ規模を有する。
6基の前方後円墳の配置に規則性はなく、その軸方向も様々である。周辺の古墳や周溝墓には、墳丘が消失しているなどのために墳墓であるとただちに判別できないものも多い。
これらの前方後円墳の被葬者は、古墳時代に宇佐地方を支配していた首長、おそらくは宇佐国造家の一族ではないかと考えられ、周囲の古墳や周溝墓はその一族や臣下の墓と推測されている。3世紀から6世紀の間に同じ地域に継続して古墳が築造されていることから、長期にわたって安定した支配が行われていたことがうかがわれる。
川部・高森古墳群からの出土品の一部は、宇佐風土記の丘内にある大分県立歴史博物館で展示されている。

## 6基の前方後円墳の詳細

### 赤塚古墳

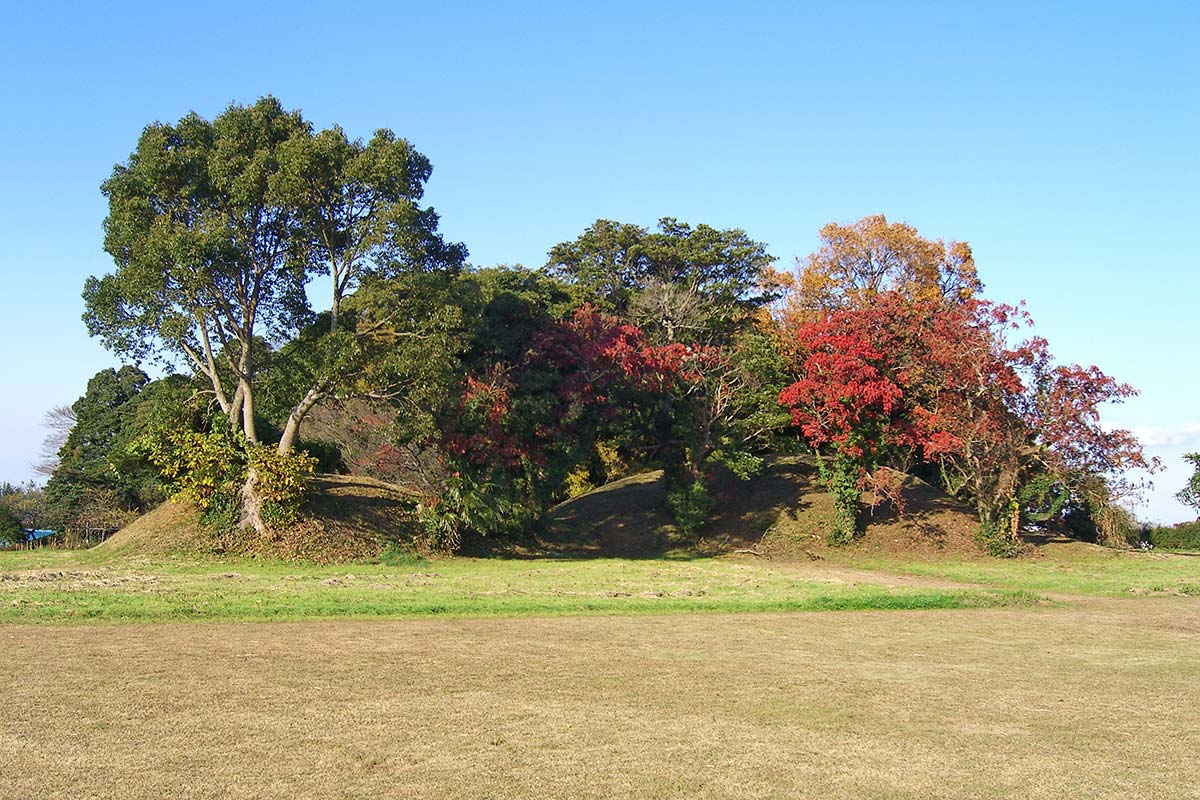
赤塚古墳

赤塚古墳（あかつかこふん）は、全長57.5メートル、後円部の直径36メートル、高さ4.8メートル、前方部の幅21メートル、高さ2.5メートルの前方後円墳。3世紀末に築造された九州最古の前方後円墳であるとされる。周囲に幅8.5メートル-11メートルの空濠を有する。石室には箱式石棺を有する。大正10年（1921年）の発掘で、副葬品として三角縁神獣鏡4面・三角縁龍虎鏡1面・碧玉管玉、鉄刀片、鉄斧などが出土している。銅鏡は、椿井大塚山古墳（京都府）、石塚山古墳（福岡県）、原口古墳（同）出土のものと同笵鏡であるとされており、初期のヤマト王権が各地の首長に与えたものであると考えられている。

### 免ヶ平古墳

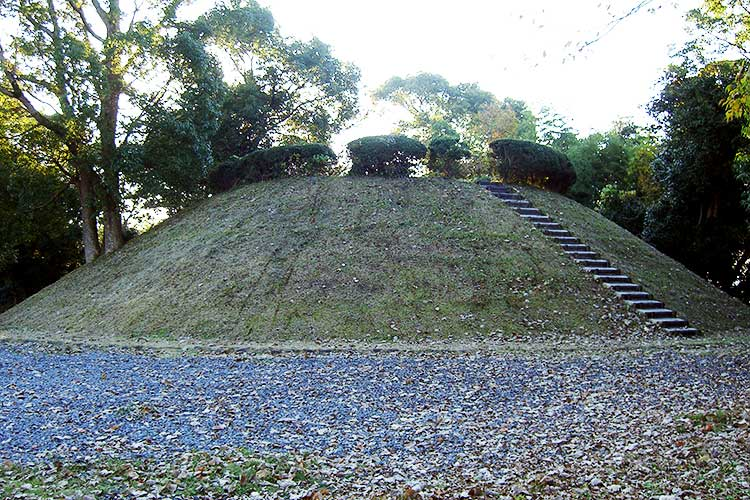
免ヶ平古墳

免ヶ平古墳（めんがひらこふん）は、現状は直径30.5メートル、高さ4メートルの円墳の形状をしているが、元来は全長約50メートルの前方後円墳であったと推測される。墳丘の周りには空濠が掘られている。後円部中央に安山岩で造られた竪穴式石室には、割竹形木棺が納められ、副葬品として、斜縁二神二獣鏡、三角縁三神三獣鏡、硬玉製勾玉、鉄剣、鉄槍、斧、刀子などが出土している。また、後円部南寄りに収められた箱式石棺からは、若い女性の人骨、斜縁二神二獣鏡、硬玉製勾玉、碧玉製管玉、石釧、刀子などが出土している。4世紀後半の築造と推定されている。

### 福勝寺古墳
福勝寺古墳（ふくしょうじこふん）は、全長78メートル、後円部の径54メートル、高さ7.5メートル、前方部の幅22メートル、高さ3.5メートル全長約80メートルと、川部・高森古墳群で最大、大分県で4番目の大きさの前方後円墳で、5世紀前半の築造と推定されている。春日山古墳とも呼ばれる。内部は未調査である。

### 車坂古墳
車坂古墳（くるまざかこふん）は、全長58メートル、後円部の直径36メートル、高さ4.5メートル、前方部の幅21メートル、高さ3.5メートルの前方後円墳。5世紀に福勝寺古墳に次いで築造されたものと推定される。東側から南側にかけて11メートルから22メートル幅の空濠を有する。古墳の脇に地蔵堂古墳と呼ばれる小さな円墳がある。内部は未調査である。

### 角房古墳
角房古墳（かくぼうこふん）は、駅館川に面した場所に位置する全長46メートル、後円部の直径30メートル、高さ4メートル、前方部の幅18メートルの前方後円墳。前方部は一部消失している。5世紀に福勝寺古墳、車坂古墳に次いで築造されたものと推定される。周囲に7メートルから12メートル幅の空濠を有する。内部は未調査である。

### 鶴見古墳

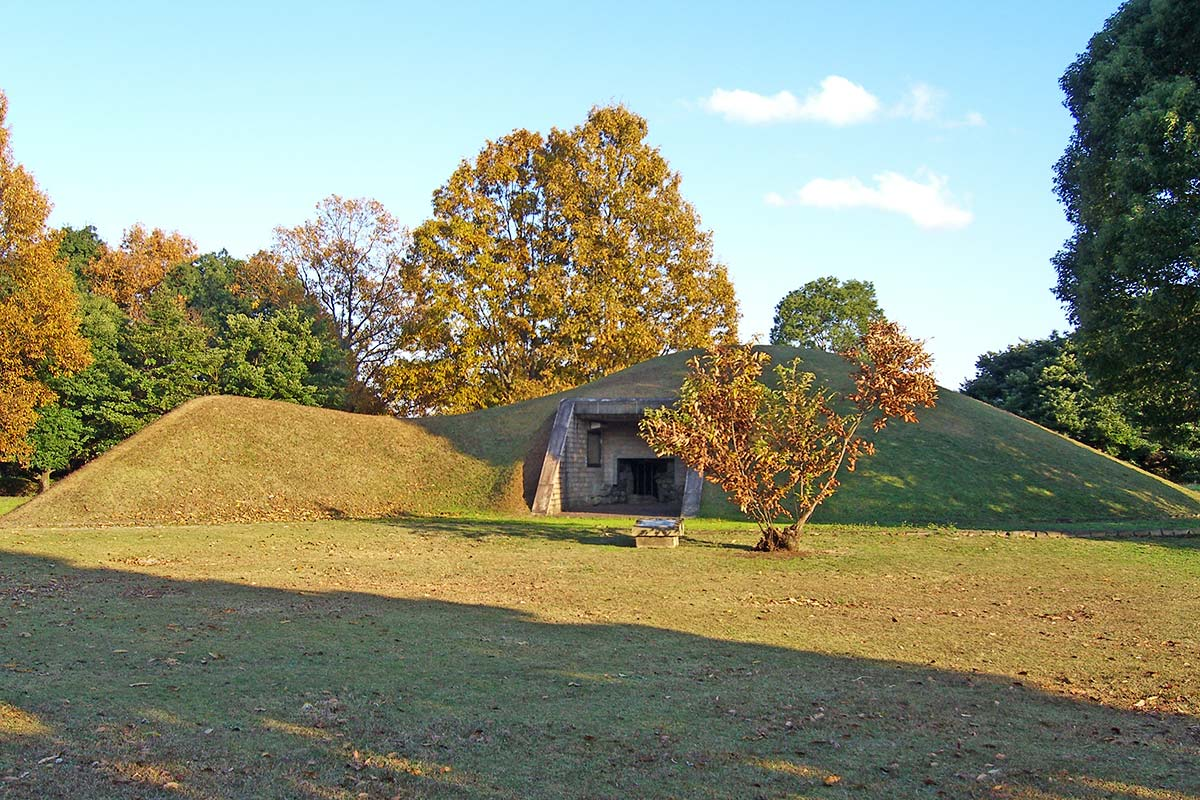
鶴見古墳

鶴見古墳（つるみこふん）は、全長31メートル、後円部の直径21メートル、高さ3メートル、前方部の幅17メートル、高さ2メートルの前方後円墳前方後円墳。後期の前方後円墳の特徴である短く幅広い前方部を有し、6世紀中頃に築造された、川部・高森古墳群で最後に造られた前方後円墳と推定されている。内部は奥行き2.8メートル、幅2メートル、天井高2.5メートルの片袖式の横穴式石室で、見学可能。副葬品としては、ガラス製小玉、銅釧、耳飾、鉄鏃、刀子、土師器、須恵器などが出土している。

## 文化財

### 重要文化財（国指定）
- 大分県免ヶ平古墳出土品 一括（考古資料） - 大分県立歴史博物館保管。2014年（平成26年）8月21日指定[1]。

### 国の史跡
- 川部・高森古墳群 - 1980年（昭和55年）3月24日指定[2]。